# رکس گوتری
رکس گوتری (انگلیسی: Rex Gautrey; ۶ ژانویهٔ ۱۹۲۸ – ۸ دسامبر ۲۰۰۱) بازیکن کریکت، و بازیکن فوتبال اهل بریتانیا بود.